# Paul Ruhig

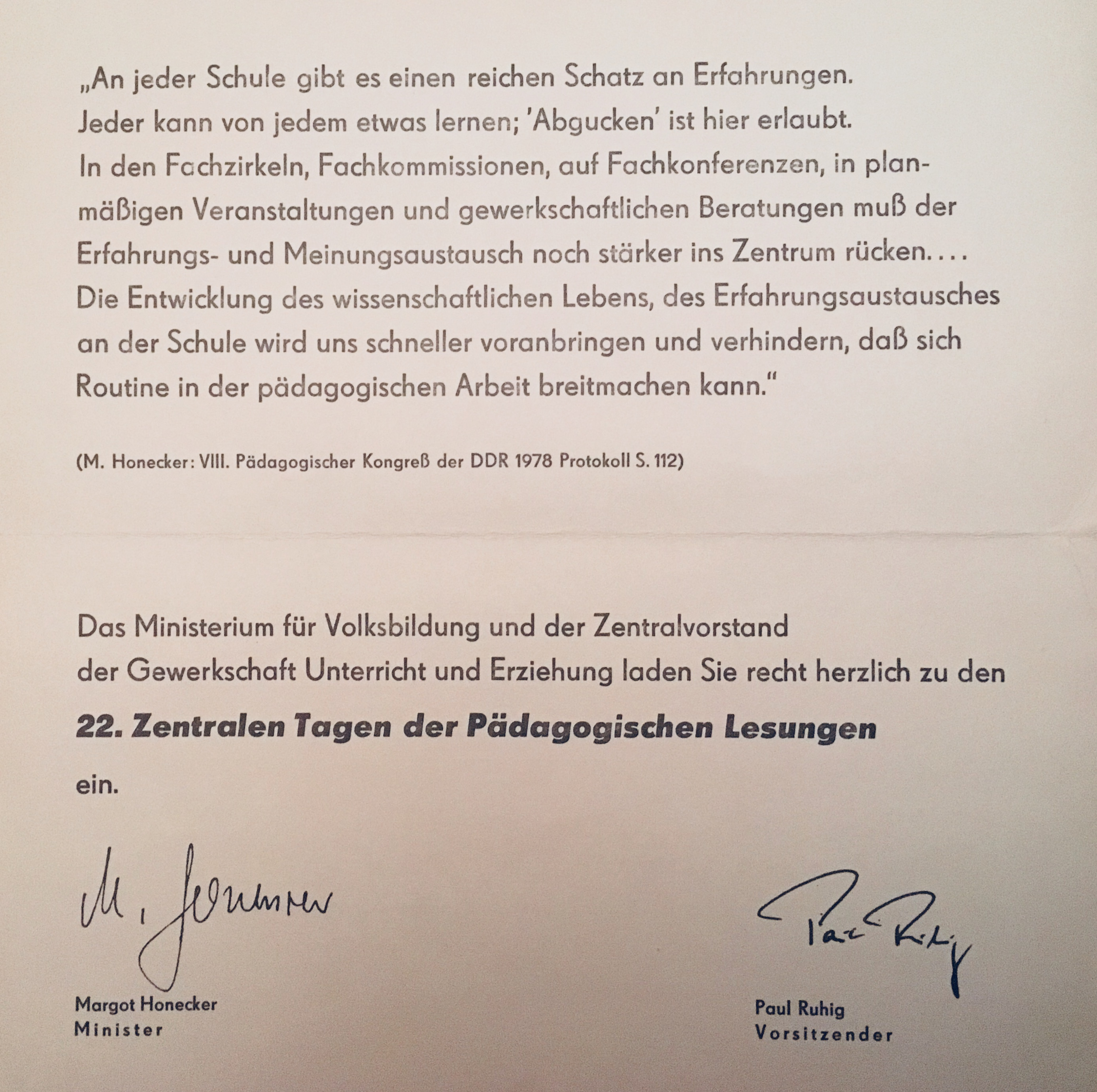
Einladungskarte zu den Zentralen Tagen der Pädagogischen Lesungen 1985 mit den Unterschriften von Margot Honecker und Paul Ruhig

Paul Ruhig (* 1. Juli 1922 in Hohenleipisch; † 7. Oktober 2000) war ein deutscher Gewerkschafter (FDGB). Ruhig war Vorsitzender des Zentralvorstandes der Gewerkschaft Unterricht und Erziehung.

## Leben
Ruhig, Sohn einer Arbeiterfamilie, besuchte die Volksschule und absolvierte zwischen 1937 und 1940 eine kaufmännische Ausbildung, anschließend war er als Handlungsgehilfe tätig. Am 30. April 1940 beantragte er die Aufnahme in die NSDAP und wurde zum 1. September desselben Jahres aufgenommen (Mitgliedsnummer 7.741.431). Zwischen 1941 und 1945 war er zum Reichsarbeitsdienst und zum Kriegsdienst in der Wehrmacht eingezogen. Von Mai bis Oktober 1945 befand er sich in Woronesch in sowjetischer Kriegsgefangenschaft.
Nach seiner Rückkehr nach Deutschland war er zunächst Hilfslehrer in Hohenleipisch. 1946 wurde er Mitglied der Freien Deutschen Jugend und absolvierte einen Neulehrerkurs. Von 1946 bis 1948 war er Lehrer für Geschichte und Physik in Grünewald (Landkreis Liebenwerda). 1946 wurde er Mitglied der SED. Von 1949 bis 1951 wirkte er als Abteilungsleiter im Landesvorstand der Gewerkschaft Unterricht und Erziehung in Halle (Saale), 1951/52 als stellvertretender Abteilungsleiter im Zentralvorstand der Gewerkschaft Unterricht und Erziehung. 1952/53 studierte er an der Gewerkschaftshochschule „Fritz Heckert“ in Bernau bei Berlin. Von 1954 bis 1964 fungierte er als Abteilungsleiter und Sekretär für Schulpolitik und Pädagogik der Gewerkschaft Unterricht und Erziehung. Ab 1956 absolvierte Ruhig ein Fernstudium der Pädagogik an der Humboldt-Universität zu Berlin, das er als Diplom-Pädagoge abschloss.
Von 1964 bis 24. Januar 1985 war Ruhig Vorsitzender des Zentralvorstandes der Gewerkschaft Unterricht und Erziehung. Auf der 10. Tagung des Zentralvorstandes wurde er im Beisein von Harry Tisch und Margot Honecker als Vorsitzender verabschiedet und durch die bisherige FDJ-Funktionärin Helga Labs ersetzt.  Von 1965 bis 1987 war er Mitglied des FDGB-Bundesvorstandes. Ruhig war zudem Vizepräsident der Fédération Internationale Syndicale de l’Enseignement (FISE) im Weltgewerkschaftsbund.

## Schriften
- Die Politik der Sozialistischen Einheitspartei Deutschlands und der Regierung zur sozialistischen Entwicklung des Schulwesens in der Deutschen Demokratischen Republik. Hochschule der deutschen Gewerkschaften „Fritz Heckert“, Bernau 1961.
- Die Verantwortung und die Aufgaben der Gewerkschaft für die Verbesserung der sozialistischen Erziehung in den Schulen und Erziehungsstätten. Tribüne, Berlin 1963.
- Unsere Kinder, unsere Zukunft. Tribüne, Berlin 1964.

## Auszeichnungen
- Vaterländischer Verdienstorden in Bronze (1972), in Silber (1978) und in Gold (1987)
- Ehrenmedaille „Für hervorragende und verdienstvolle Gewerkschaftsarbeit in der DDR“ (1985)